# Systemic
Systemic – projekt internetowy obliczeń rozproszonych koordynowany przez University of California oraz California Institute of Technology, którego celem jest poszukiwanie planet pozasłonecznych.